# Gertrude Lawrence
Gertrude Lawrence (4 de julio de 1898-6 de septiembre de 1952) fue una actriz teatral y cinematográfica cuya trayectoria se extiende desde la década de 1920 hasta la de 1950. Actuó en el teatro en el West End londinense y en Broadway, así como en varios filmes. A menudo interpretó comedias ligeras de Noel Coward. 

## Biografía

### Inicios
Su verdadero nombre era Gertrude Alexandria Dagmar Lawrence-Klasen; nació en Londres, Inglaterra. Ya fue actriz profesional a los diez años. Se educó en una escuela católica y en la Italia Conti Academy. Fue sustituta de Beatrice Lillie en las revistas André Charlot de Londres en la década de 1920. Junto a Jack Buchanan presentó la canción de Furber y Braham "Limehouse Blues" en la revista de 1921 A to Z. Consiguió el estrellato cuando las revistas llegaron a Broadway en 1924 y 1926. En 1923 trabajó en la primera revista musical de Noel Coward, London Calling!, producida por André Charlot.

### Carrera
Lawrence fue una de las principales comediantes de su época, capaz de interpretar tanto a personajes cómicos como a elegantes damas. Trabajó brevemente en el cine, principalmente en su nativa Inglaterra.

#### Trabajo teatral

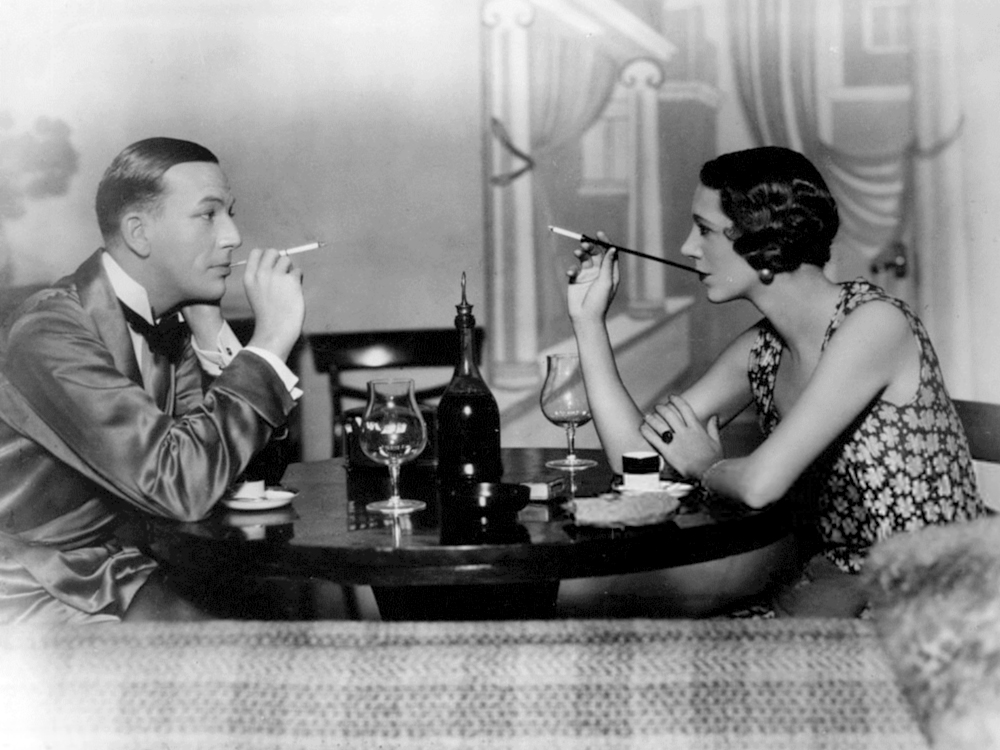
Gertrude Lawrence con Noel Coward, en una foto promocional de la obra de Broadway Private Lives (1931)

La personalidad de Lawrence en escena inspiró a compositores y escritores. La famosa canción "Body and Soul" (grabada por Amy Winehouse y Tony Bennett) se compuso para ella en 1930. George e Ira Gershwin escribieron el musical Oh, Kay pensando en ella, y en él se incluía su número como solista titulado "Someone to Watch Over Me". Cole Porter creó Nymph Errant para que ella lo interpretara, estrenándose en Londres en 1933. Noel Coward escribió Private Lives y Tonight at 8:30 (un ciclo de nueve musicales y piezas teatrales en un acto) para ella. Fue Liza Elliot en el musical de Moss Hart, Kurt Weill, e Ira Gershwin Lady in the Dark (interpretado en la versión cinematográfica por Ginger Rogers).
En 1946 Lawrence vio la versión para el cine del libro Ana y el Rey de Siam, y decidió que podría convertirse en un perfecto musical. Persuadió al equipo formado por Richard Rodgers y Oscar Hammerstein II para que lo escribieran para ella. El resultado fue El rey y yo, obra en la que se presentaban canciones como "Hello Young Lovers," "Getting to Know You" y "Shall We Dance."
El Rey y yo se estrenó en Broadway en 1951 con Lawrence interpretando a Anna Leonowens. Ese mismo año recibió el galardón a la "Mujer del Año" concedido por la Hasty Pudding Theatricals, sociedad teatral de la Universidad de Harvard. En 1952, ganó el Premio Tony a la mejor actriz por su papel como Anna. Entre el otoño de 1950 y la primavera de 1952 fue profesora de teatro en la Universidad de Columbia. Lawrence falleció un año y medio después del estreno de El rey y yo en Broadway. La sucedió Constance Carpenter. Mientras se encontraba hospitalizada al final de su vida, Lawrence solicitó que Yul Brynner, que interpretaba al rey y que había sido un desconocido hasta el estreno de la obra, tuviera expuesto su nombre en la marquesina del Teatro St. James, en la que solamente se exponía el nombre de ella en aquel momento.

#### Trabajo cinematográfico
Lawrence hizo varias películas en los primeros años del cine sonoro británico. Actuó junto a Laurence Olivier en No Funny Business en 1933, y en 1935 con Douglas Fairbanks, Jr. en Mimi, una versión no musical de La Bohème. También trabajó en Rembrandt, frente a Charles Laughton y Elsa Lanchester. 
Lawrence filmó un corto número musical para la película Stage Door Canteen, en la cual también participaban Peggy Lee y Benny Goodman. Esta película en tiempos de guerra es esencialmente un concierto filmado con docenas de cameos de estrellas entreteniendo a los soldados aliados de permiso.
El otro trabajo para Hollywood de Lawrence fue el personaje de Amanda Wingfield en The Glass Menagerie. Esta primera versión para la pantalla de la obra de Tennessee Williams tenía como protagonistas a Kirk Douglas y a Jane Wyman. Lawrence recibió la oferta de interpretar a Margo Channing en All About Eve, pero el papel fue finalmente para Bette Davis.

### Vida personal
Lawrence se casó con Francis Gordon-Howley, director teatral del West End londinense durante la Primera Guerra Mundial. Antes de su divorcio en 1928, la pareja tuvo una hija, Pamela Gordon-Howley.
En 1928 Gertrude Lawrence anunció su compromiso con Bertrand L. Taylor Jr., un agente de bolsa neoyorquino, pero la boda fue finalmente suspendida. Lawrence después se casó con Richard Aldrich, propietario teatral estadounidense de familia acomodada de Massachusetts, el 4 de julio de 1940. Permanecieron casados hasta la muerte de ella. 
Entre sus dos matrimonios, Lawrence supuestamente tuvo una aventura con el actor Douglas Fairbanks Jr., con el cual había trabajado. También se le atribuyó una supuesta relación con la novelista británica Daphne du Maurier, así como con Beatrice Lillie. Las apasionadas cartas de Du Maurier sobre Lawrence se publicaron en 1993 en una biografía de la novelista. 

#### Segunda Guerra Mundial
Richard Aldrich fue teniente de la Armada de los Estados Unidos durante la Segunda Guerra Mundial, tiempo en el que su esposa pasó a ser una de las principales entretenedoras del club de Nueva York retratado en el film Stage Door Canteen. En la primavera de 1944, Lawrence recibió una invitación de la británica Entertainments National Service Association para actuar para las tropas del Reino Unido. Tras diversos obstáculos, Lawrence pudo viajar a Inglaterra y hacer una gira para la E.N.S.A., entreteniendo a los soldados británicos y americanos desplegados para la inminente invasión de Normandía. Entre esos soldados se encontraba el marido de Lawrence.
Según las fuerzas aliadas avanzaban en el Pacífico Sur ese año, Lawrence soportó largos viajes en avión y condiciones peligrosas a fin de llevar a acbo sus actuaciones.

#### Final de la guerra

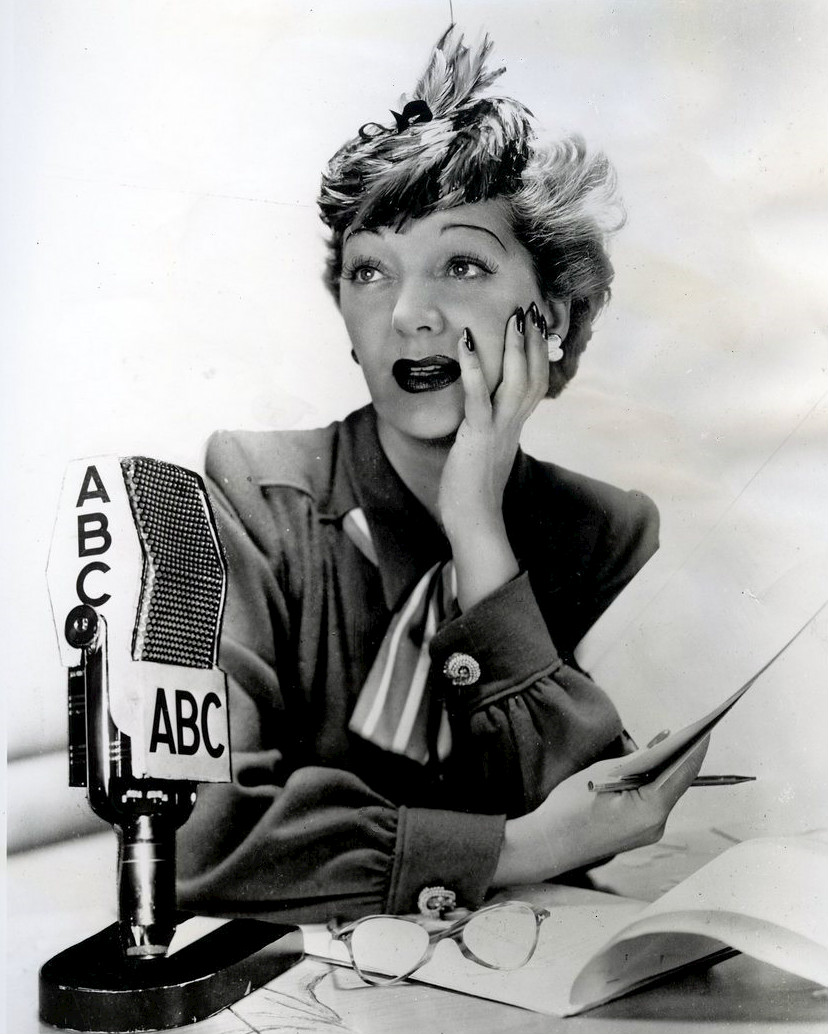
Gertrude Lawrence en 1947

Tras el final de la guerra, Lawrence y Aldrich volvieron a sus casas en Dennis, Massachusetts y en Nueva York. A principios de 1946, Lawrence viajó con la obra Pigmalión, actuando en Washington D. C.. 
Cuando las emisiones de TV se reiniciaron tras la guerra, Lawrence hizo algunas actuaciones en directo en 1950 y 1951, incluyendo el programa The Ed Sullivan Show.

#### Fallecimiento y funeral
En agosto de 1952, dos días después de actuar en El rey y yo, Lawrence ingresó en el New York Hospital, hoy conocido como Weill Medical Center, con el diagnóstico de cáncer de hígado. Tras tres semanas ingresada, Lawrence entró en coma antes de ser trasladad a cuidados intensivos, donde falleció. 
En el funeral se leyó un ensayo escrito por el poeta y novelista Rabindranath Tagore. Entre los 1.800 asistentes al funeral se encontraban Yul Brynner, su compañero en El rey y yo, muchos niños actores intérpretes de la misma obra, John Davis Lodge, gobernador de Connecticut, Marlene Dietrich, Tom Ewell, Phil Silvers, Luise Rainer, Moss Hart y su esposa Kitty Carlisle. Lawrence fue enterrada en el Cementerio Lakeview de Upton, Massachusetts.

## Trabajos
| - Andre Charlot's Revue of 1924 (1924) - Charlot Revue (1925) - Oh, Kay! (1926) - Treasure Girl (1928) - Candle Light (1929) - The International Review (1930) - Private Lives (1930) - Tonight at 8:30 (1936) - Hands Across the Sea - Red Peppers - The Astonished Heart | - We Were Dancing - Shadow Play - Fumed Oak - Ways and Means - Family Album - Still Life - Susan and God (1937) - Skylark - Lady in the Dark (1941) - Gratefully Yours (1942) - Pigmalión (1945) - El rey y yo (1951) |

### Filmografía
| Año  | Título                                       | Personaje        | Observaciones |
| ---- | -------------------------------------------- | ---------------- | ------------- |
| 1929 | Early Mourning                               |                  |               |
| 1929 | The Battle of Paris                          | Georgie          |               |
| 1932 | Aren't We All?                               | Margot           |               |
| 1932 | Lord Camber's Ladies                         | Lady Camber      |               |
| 1933 | No Funny Business                            | Yvonne           |               |
| 1935 | Mimi                                         | Mimi             |               |
| 1929 | Rembrandt                                    | Geertje Dirx     |               |
| 1929 | Men Are Not Gods (Los hombres no son dioses) | Barbara Halson   |               |
| 1950 | The Glass Menagerie                          | Amanda Wingfield |               |